# Dif Juz
Dif Juz est un groupe post-punk instrumental anglais, formé à Londres en 1980 et actif jusqu'en 1986. Le groupe, signé sur le label 4AD, est composé de Dave Curtis (guitare), Alan Curtis (guitare), Gary Bromley (guitare basse) et Richard Thomas (percussions et saxophone).

## Historique
Le groupe Dif Juz se développe à partir du groupe punk London Pride formé par les frères Curtis. À la fin de 1979, Alan Curtis est impliqué dans le groupe Duran Duran. Il disparait subitement et rate un concert particulièrement explosif après que le groupe ait décidé d'embaucher les propriétaires de la boîte de nuit Birmingham Rum Runner en tant que managers. Dans une interview en 2003, John Taylor (bassiste de Duran Duran) déclare : « immédiatement, Alan Curtis a quitté la ville, pensant que s'impliquer avec deux propriétaires de club signifiait qu'il finirait en morceaux dans une ruelle de la ville ».
Après son retour à Londres, Alan Curtis reprend sa collaboration avec son frère Dave et Richard Thomas (qui ont tous joué dans London Pride). Ils sont rejoints par Gary Bromley. Ils veulent créer quelque chose de nouveau, différent. Dave Curtis est un guitariste de formation classique, Alan Curtis est un autodidacte inventif, Thomas a soif de maîtriser les instruments à vent et les techniques de production, et le jeu de basse de Bromley, pourtant venu de West London, aurait pu trouver sa place à Kingston, en Jamaïque. Le paysage sonore qui en résulte est dense, atmosphérique et spacieux, entraîné par des lignes de basse et un rythme percutants.
On suppose que le nom Dif Juz est choisi comme un jeu de mots sur un « jazz différent », ou comme une orthographe alternative de diffuse (qui peut être prononcé ainsi) mais, selon Thomas, il s'agit d'une impulsion du moment qui « ne voulait rien dire ».
Le groupe signe sur le label 4AD, et une démo est diffusée à la radio par John Peel. Le groupe donne un certain nombre de concerts dans la région de Londres en 1981, notamment au Moonlight Club de West Hampstead et à l'hôtel de ville d'Ealing. Le premier album du groupe avec le label, Extractions, sort en 1985. Il atteint la 11e place du UK Indie Chart.
Le groupe se lie d'amitié avec ses compagnons de label Cocteau Twins avec qui il collabore fréquemment. Le guitariste des Cocteau Twins, Robin Guthrie, produit plusieurs de leurs enregistrements et Liz Fraser chante sur Love Insane de l'album Extractions. A son tour, Richard Thomas joue du saxophone et du tabla sur l'album Victorialand de Cocteau Twins en 1986. Parfois, les deux groupes tournent ensemble ou jouent ensemble à Londres au Saddlers Wells Theatre.
Bien que la musique de Dif Juz soit principalement instrumentale, le groupe travaille parfois avec Hollis Chambers, un chanteur du nord de Londres.
Ils font office de groupe d'accompagnement de Lee Scratch Perry pour quelques concerts. Un album studio de cette collaboration est enregistré, avec Robin Guthrie comme producteur, mais l'album ne voit jamais le jour et reste inédit dans les coffres de 4AD.

### Séparation et succession
Le groupe ne sépare pas officiellement. Cependant, en raison de problèmes de santé, ni Dave Curtis ni Gary Bromley ne peuvent y consacrer le temps nécessaire. Pendant un certain temps, Dif Juz continue avec le bassiste Scott Rodger, qui participe à l'enregistrement de Out of The Trees et aux tournées suivantes. Puis Richard Thomas devient batteur de tournée pour The Jesus and Mary Chain.
Thomas travaille également avec Butterfly Child, Moose, Felt, Cocteau Twins, The Wolfgang Press et April March. En 2017, il rejoint Simon Raymonde (ancien Cocteau Twins) sous le nom de Lost Horizons, distribué par le label Bella Union. Bromley joue actuellement dans un groupe appelé The Children. Dave Curtis collabore avec The Wolfgang Press, This Mortal Coil et Tranquil Trucking Company.

## Discographie

### Albums studio
- 1983 : Time Clock Turn Back - démo (Pleasantly Surprised)
- 1983 : Who Says So? (Red Flame)
- 1985 : Extractions (4AD)[1]

### EPs
- 1981 : Huremics (4AD)
- 1981 : Vibrating Air (4AD)

### Compilations
- 1986 : Out of the Trees (4AD)
- 1999 : Soundpool (4AD)